# クラーク Y

クラーク Y 翼型

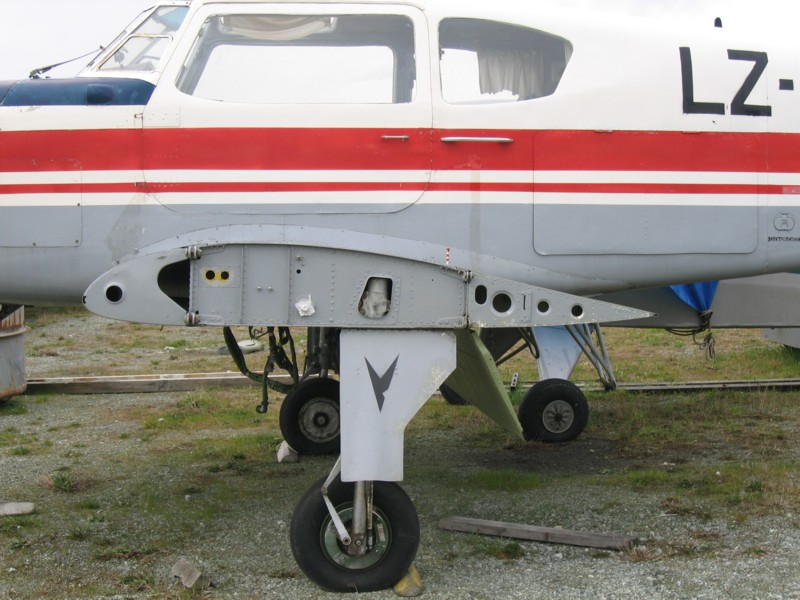
クラーク YH 翼型

クラーク Y (Clark Y) とは、20世紀中盤に一般用途の航空機に広く利用されていた翼型の一種である。1922年にバージニアス E. クラークによって設計された。翼厚比は11.7%で、翼弦の30%以降の下面が平らになっているのが特徴である。この形状のため、プロペラ角度の測定や翼の製造が容易になった。
本来はプロペラ用に造られた翼型であったが、最大揚力係数が比較的大きく、適度な揚抗比と比較的良好な失速特性を兼ね備えており、主翼断面として広く受け入れられた。ロッキード・ベガやスピリットオブセントルイス号もクラーク Y を採用している。しかし好成績を記録したのは低レイノルズ数の風洞であり、実機に近い高レイノルズ数の高圧風洞(20気圧)では、必ずしも優れた翼型とは言えない事が設計者のクラーク自身によって語られている(1927年10月)。また平らな下面は空力的に理想的な形状ではないため、翼の製造技術の発達した近年の採用例は少ない。
派生型のクラーク YH (Clark YH) は、基本形はクラーク Y と同じだが、翼の後縁を上に反らした形状にすることで正のピッチングモーメントを発生させ、縦方向の安定性を向上させたものである。イギリスのホーカー・ハリケーン戦闘機の他、1930年代から1940年代のソ連機の大部分（第二次世界大戦中に活躍した Yak や MiG-3 を含む）は、このクラーク YH を使用していた。